# Nagu
Nagu este o fostă comună din Finlanda.